# 고운기 (독립운동가)
공진원(公震遠, 1907년 3월 27일~1943년 4월 30일)은 대한 임정 시대의 독립운동가 겸 군인이자 정치인이었었다. 본관은 문천(文川)이고, 호(號)는 학은(鶴隱)·흥원(興園). 때때로 그는 생전에, 가오윈치(高雲起, 고운기)라는 중국어 이름으로도 불리었었다.

## 생애

### 일생
대한제국(大韓帝國)의 함경남도(咸鏡南道)의 문천군(文川郡)의 중농가(中農家)에서 아버지 공척잠(公拓岑)과 어머니 결성 장씨 부인(結城 張氏 夫人)의 4남 1녀(5남매) 중 다섯째(넷째아들·막내)로 출생하여, 지난날 한때 대한제국 평안북도 벽동군(1908~1909)·일제 시대 평안북도 창성군(1909~1910)·일제 시대 함경남도 원산부(1910~1911)·일제 시대 경기도 김포군(1911~1912) 등지에서 잠시 유아기를 보낸 적이 있고, 평안북도 창성군에 있었을때(만3세)에 경술국치 사건을 겪은 그는, 그로부터 두해가 지난 1912년 1월 초순(만4세)에, 일가족과 함께 일제강점기 경기도 김포를 떠나 국민정부 시대 중화민국 둥베이 지역으로 건너가서, 그 이후부터 국민정부 시대 중화민국 둥베이 지역 지린 성 지린에서 소학교(小學校)와 중학교(中學校)를 나오고 나서 청년 사회 운동 등과 교육 사업 등에 종사하였으며 그 이외에 대종교 지교(大倧敎 知敎)로도 활동한 그는 1926년 대한독립군 입대하였고 1928년 결혼하였으며, 그 후 한국독립당 당무위원 겸 감찰위원 등으로 활동하기도 하였고 만주 사변 이후 만주국 펑톈 성 펑톈을 떠나 중화민국 장쑤 성 상하이로 옮긴 후, 이때부터 대한독립군 간부 등으로 항일 운동에 투신, 중화민국 장쑤 성 상하이를 떠나 중화민국 장쑤 성 난징에 옮기고 나서 1936년 적정(敵情)을 탐지하고자 대한독립군 간부 등으로 중화민국 네이멍구 지역에 파견되었고 1937년 중화민국 장쑤 성 난징에 돌아와서 한국독립당 당무위원 겸 감찰위원, 대한민국 임시정부 임시 의정원 의원 등을 역임하였다. 1963년 6월 6일, 건국훈장 독립장이 추서되었다.